# 鄧遐
鄧 遐（とう か、生没年不詳）は、中国の東晋の軍人。字は応遠。本貫は陳郡陽夏県。父は東晋の平南将軍鄧嶽。勇将として活躍したが、東晋の大司馬桓温によって免官された。

## 生涯
東晋に仕え、督護に任じられていた。
永和8年（352年）2月、征西大将軍桓温から益州牧を自称する蕭敬文を討伐するため、益州刺史周撫の援軍を命じられた。周撫は鄧遐とともに蕭敬文が守る涪城を攻めたが攻略できずに撤退した。
戦いは8月まで及び、桓温は梁州刺史司馬勲を援軍に送り、涪城を攻略して、蕭敬文を討ち取って首級を建康に送った。
桓温に従い、数々の戦いで功を立て、名将と称された。
竟陵郡太守に任じられた。
隆和元年（362年）2月、洛陽に呂護率いる前燕軍が攻めてきた。
5月、救援の知らせを受けた桓温は、鄧遐と北中郎将庾希に水軍3千を与え、洛陽救援に向かわせた。
7月、前燕軍は撤退した。鄧遐は新城に進軍して、ここに屯した。
冠軍将軍に任じられた。
太和4年（369年）、大司馬桓温は北伐を開始、鄧遐も従軍した。6月、征虜将軍朱序とともに前鋒となり、林渚で前燕の護軍将軍傅顔を破った。
10月、東晋軍は前燕軍に敗れ、桓温は山陽に屯した。桓温は今回の敗戦に深い恥じりと強い憤りを持っていた。桓温はかねてから鄧遐の勇猛果敢ぶりを忌み憚っており、これを理由に鄧遐を免官した。
免官後、まもなく亡くなった。
寧康年間に廬陵郡太守を追贈された。

## 人物・逸話
- 意気盛んで力は人並み外れており、当時の人は樊噲の再来と評していたという[3]。
- 襄陽城の北にある沔水に蛟がいて、人々に危害を与えていた。これを聞いた鄧遐は、剣を持って沔水に入った。蛟が鄧遐の足にまとわりついてきた。鄧遐は剣を振るって蛟を退治した[3]。